# Fuerza sobrehumana

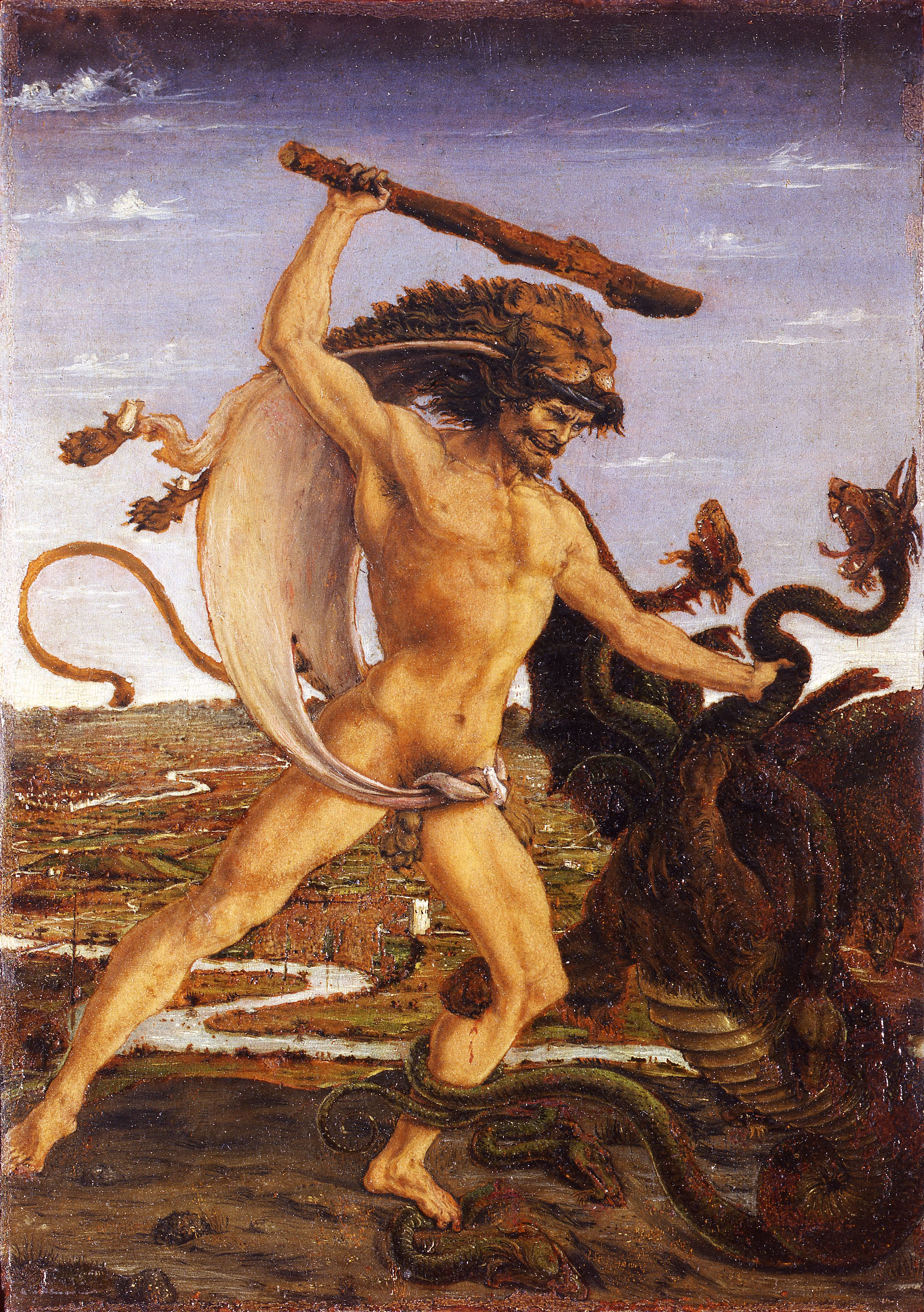
Hércules y la Hidra de Lerna Antonio Pollaiuolo c. 1475

La "superfuerza" vuelve a dirigir aquí. Para la bebida también conocida como lager súper fuerte, consulte Licor de malta.
La fuerza sobrehumana, también llamada superfuerza, es una habilidad comúnmente empleada en la ficción y otras obras literarias como la mitología. Es el poder de ejercer fuerza y levantar pesos más allá de lo que es físicamente posible para un ser humano común. Es una representación ficticia del fenómeno de la fuerza histérica. Los términos alternativos de fuerza sobrehumana han incluido fuerza mejorada, superfuerza y mayor fuerza. La fuerza sobrehumana es una habilidad amorfa, cuya potencia varía según el escritor o el contexto de la historia en la que se representa.
Se han encontrado personajes y deidades con fuerza sobrehumana en múltiples relatos mitológicos y religiones antiguas.
La fuerza sobrehumana es un tropo común en la fantasía y la ciencia ficción. Esto es generalmente por medio de mecanismos tales como partes corporales cibernéticas, modificación genética, campos telequinéticos en la ciencia ficción o fuentes mágicas/sobrenaturales dentro de la fantasía. Una plétora de superhéroes y supervillanos de cómics muestran cierto grado de superfuerza. Algunas películas invocan una sustancia o droga ficticia que otorga el superpoder. El nivel de fuerza representado puede variar mucho, desde justo fuera del rango humano "normal" de los levantadores de pesas más fuertes (por ejemplo, el Jefe Maestro sin armadura o Capitán América y Spider-Man), a una fuerza casi ilimitada (por ejemplo, Hulk, Superman, Supergirl, Wonder Woman, Thor, Hércules o Goku).
Los humanos están tratando activamente de lograr una fuerza sobrehumana a través de la tecnología y la experimentación científica. Los atletas han recurrido a varios métodos para mejorar su rendimiento, como el dopaje sanguíneo o la ingesta de esteroides anabólicos. Otras tecnologías que se están investigando son los exoesqueletos robóticos que pueden usar los humanos para mejorar el movimiento y la fuerza.

## Historia
La fuerza sobrehumana es una habilidad común de muchos dioses y semidioses en la mitología antigua, como Hércules/Heracles (romano/griego), Beowulf (nórdico), Sansón (la Biblia), Bhima (hindú) y Aquiles (griego). Los intentos de modificar el cuerpo humano para obtener una fuerza extraordinaria son comunes a lo largo de la historia, como se ve en la ficción a través de personajes como Terminator, Robocop, Iron Man y Cyborg.
Los seres humanos han intentado aumentar su fuerza mediante el uso de sustancias. En consecuencia, "en la antigua Roma, los gladiadores bebían infusiones de hierbas para fortalecerlos antes de las carreras de carros". Actualmente, se ingieren medicamentos que incluyen estimulantes, esteroides anabólicos, diuréticos y bloqueadores beta para mejorar la fuerza y otros atributos.
Los seres humanos han intentado utilizar dispositivos externos para mejorar su fuerza. El primer dispositivo que fue patentado para este propósito específico puede atribuirse a Nicholas Yagn, quien presentó la patente en 1890. El dispositivo fue descrito como un "aparato para facilitar caminar, correr y saltar" mediante el uso de bolsas de aire comprimido. El Departamento de Defensa de los Estados Unidos está considerando una variedad de tecnologías para crear un exoesqueleto destinado al uso militar para mejorar el desempeño de los soldados.

## Aplicaciones
En el mundo real, una fuerza extraordinaria puede ocurrir a través de la ciencia. Una persona puede volverse más fuerte, más resistente y más poderosa físicamente de lo que parecería humanamente posible cuando usa mejoras como el dopaje, las sustancias y el entrenamiento.
Los registros describen casos de personas que superaron la fuerza "normal" en circunstancias específicas sin tomar ninguna medida específica, como en el caso de Tom Boyle, quien pudo levantar la parte delantera de un automóvil para rescatar a una persona atrapada debajo de él. El profesor de kinesiología de Penn State, Vladimir Zatsiorsky, afirmó que se puede producir una fuerza extraordinaria cuando una persona activa sus músculos mediante el "esfuerzo de voluntad" consciente. Zatsiorsky afirma que los atletas entrenados pueden mejorar su fuerza en condiciones específicas de competencia. El miedo también puede hacer que una persona exhiba una mayor fuerza humana. (ver fuerza histérica)
El término aparece en los comerciales de levantamiento de pesas y "fórmula proteica" sin pruebas de su eficacia.
Los levantadores de pesas y otros atletas realizan rutinariamente hazañas que parecen sobrehumanas para los demás. Por ejemplo, en 2016 Blaine Sumner logró el press de banca individual más pesado de 401,5 kg (885 lbs 2 oz). En la misma competición, levantó 500 kg en sentadilla. En 2016, Eddie Hall del Reino Unido ganó el récord mundial de peso muerto más pesado con 500 kilogramos (1,102 libras 5 oz).

## En ficción

Símbolo de Superman

Muchas obras de ficción involucran una fuerza sobrehumana, arraigada en textos religiosos o en forma científica. La descripción de la fuerza sobrehumana se remonta al año 900 a. C. a leyendas de la mitología griega como Hércules. Las primeras leyendas retratan a personajes que obtienen su fuerza sobrehumana de los dioses y exhiben características tanto de humanos como de dioses heroicos.
Más recientemente, la fuerza sobrehumana es empleada por personajes llamados superhéroes en los cómics, que se remontan a la década de 1930. Personajes como Mr. Incredible, The Incredible Hulk, Superman y Wonder Woman poseen la fuerza para realizar hazañas físicas imposibles para el cuerpo humano. Estos personajes y sus poderes se basan en mitos anteriores. Wonder Woman desciende aparentemente de las Amazonas, un grupo de mujeres que poseen una fuerza sobrehumana. En muchas de estas obras de ficción, el dilema y la solución radica en las habilidades sobrehumanas del personaje. Tener estos poderes los aleja de la sociedad, pero también los ayuda en su búsqueda. A menudo se emplean adaptaciones recurrentes de personajes conocidos, que continúan perpetuando el uso de la fuerza sobrehumana en la ficción.